# Pachythelia vestita
Pachythelia vestita är en fjärilsart som beskrevs av Tutt 1900. Pachythelia vestita ingår i släktet Pachythelia och familjen säckspinnare. Inga underarter finns listade i Catalogue of Life.